# Batvand
Batvand (persiska: بتوند) är en ort i Iran.   Den ligger i provinsen Khuzestan, i den centrala delen av landet, 500 km sydväst om huvudstaden Teheran. Batvand ligger 116 meter över havet och antalet invånare är 242.
Terrängen runt Batvand är kuperad österut, men västerut är den platt. Batvand ligger nere i en dal. Runt Batvand är det ganska tätbefolkat, med 80 invånare per kvadratkilometer. Närmaste större samhälle är Masjed Soleymān, 18,7 km öster om Batvand. Omgivningarna runt Batvand är i huvudsak ett öppet busklandskap.